# Romans de 24 Heures chrono
Cet article présente les romans prenant pour base la série d'action 24 Heures chrono.

## Série principale
Les romans sont édités par Fleuve noir, néanmoins seulement les quatre premiers tomes sont parus en France.
1. Opération Hell Gate, paru le 23 novembre 2006 (Operation Hell Gate, paru le 27 septembre 2005 aux États-Unis) ;
2. Veto Power, paru le 23 novembre 2006 (Veto Power, paru le 25 octobre 2005 aux États-Unis) ;
3. Le Cheval de Troie, paru le 18 janvier 2007 (Trojan Horse, paru le 31 janvier 2006 aux États-Unis) ;
4. La Griffe du chat, paru le 27 septembre 2007 (Cat's Claw, paru le 26 décembre 2006 aux États-Unis) ;
5. Vanishing Point, paru le 27 février 2007 aux États-Unis ;
6. Chaos Theory, paru le 29 mai 2007 aux États-Unis ;
7. Storm Force, paru le 26 décembre 2007 aux États-Unis ;
8. Collateral Damage, paru le 26 février 2008 aux États-Unis ;
9. Trinity, paru le 29 avril 2008 aux États-Unis ;
10. Head Shot, paru le 28 avril 2009 aux États-Unis ;
11. Death Angel, paru le 27 avril 2010 aux États-Unis.
12. Deadline, paru le 5 aout 2014 aux États-Unis.